# Abdel Fattah el-Sisi
Abdel Fattah Saeed Hussein Khalil el-Sisi (arabă: عبد الفتاح سعيد حسين خليل السيسي‎; n. 19 noiembrie 1954), este cel de-al șaselea președinte al Egiptului, în funcție începând din 8 iunie 2014. 
Anterior a fost comandant suprem al Forțelor Armate Egiptene, precum și Ministru al Apărării, din 12 august 2012 pana la 26 martie 2014.  Ca șef al forțelor armate a jucat un rol major în înlăturarea președintelui islamist Mohamed Morsi, ca urmare a protestelor la adresa lui Morsi și a guvernării sale.
El-Sisi a demisionat din funcția sa militară pe 26 martie 2014, anunțându-și intenția de a candida la alegerile prezidențiale din iunie 2014.  În urma acestor alegeri a fost ales președinte, cu o majoritate covârșitoare de 96,91% din voturi. 